# Presbyornis
Presbyornis é um gênero extinto de ave anseriforme. Ele contém duas espécies inequivocamente aceitas; o conhecido P. pervetus e o muito menos conhecido P. isoni. P. pervetus tinha mais ou menos o tamanho e o formato de um ganso, mas com pernas mais longas; P. isoni, conhecido por alguns ossos, era muito maior, mais do que o tamanho de um cisne. Outros fósseis, mais duvidosamente atribuídos a este gênero, também são conhecidos.